# 静岡県道380号富士清水線
静岡県道380号富士清水線（しずおかけんどう380ごう ふじしみずせん）は、静岡県富士市から同県駿東郡清水町に至る一般県道である。

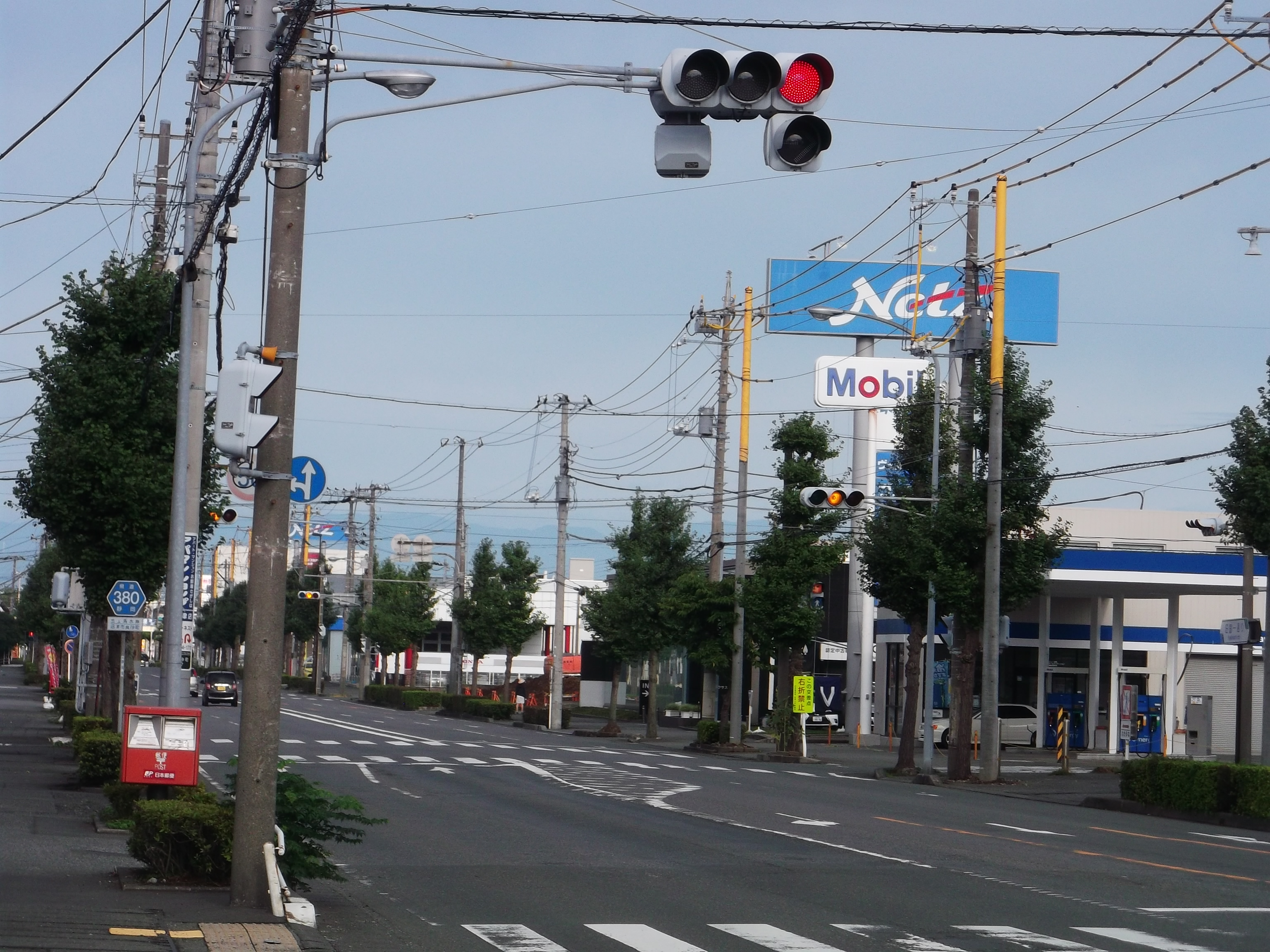
沼津市真砂町

## 概要
旧国道1号であり、沼津バイパスの完成後の1982年（昭和57年）にバイパスの国道1号昇格により県道へ格下げとなった。 そのため、旧国一通りと呼ばれるが、単に旧国一と呼ぶことがある。
また、伊豆箱根鉄道軌道線が現存した頃（沼津市区間は1961年に運行停止）を知る世代には電車通りという名称も使われている。

富士市の檜交差点 - 沼津市の西間門交差点の区間は海岸線（千本松原）沿いを通るため、千本街道とも呼ばれる。
2021年（令和3年）7月3日、梅雨前線に伴う豪雨の影響で水位が上昇し、静岡県沼津市と同県清水町の市境に架かる黄瀬川大橋の橋脚の一部が流失した。

### 路線データ
- 起点：富士市今井（国道139号交点） - 富士東IC（沼津バイパス・富士由比バイパス）に隣接
- 終点：駿東郡清水町八幡（八幡西交差点、国道1号交点）

## 地理

### 通過する自治体
- 静岡県
富士市、沼津市、駿東郡清水町

### 交差する道路
- 静岡県道76号富士富士宮由比線 - 起点
- 静岡県道170号田子浦港大野線
- 静岡県道167号須津東田子浦停車場線
- 静岡県道163号東柏原沼津線
- 静岡県道52号沼津停車場線
- 静岡県道159号沼津港線
- 国道414号 - 沼津市三園橋（狩野川架橋）
- 静岡県道145号沼津三島線

### 沿線
- 黄瀬川
- 沼津警察署
- 千本松原